# Calanda Broncos
Die Calanda Broncos sind ein American-Football-Club, der im Jahre 1991 unter dem Namen Landquart Broncos Graubünden gegründet wurde.

## Geschichte
Den ersten Erfolg feierten die Broncos 2003, als sie sich mit einer 5:4-Saisonbilanz für die Play-offs qualifizierten: Dort besiegten sie die zuvor zwei Jahre ungeschlagenen, als Nummer 1 gesetzten Zürich Renegades dank eines geblockten Field-Goal-Versuches kurz vor Schluss mit 29:28 und anschliessend im Finale die als Nummer 2 gesetzten Basel Gladiators dank eines eigenen Field Goals bei auslaufender Spielzeit mit 24:22. Im Jahr darauf traten die Broncos in der European Football League an, dem damals höchsten Klub-Wettbewerb Europas, unterlagen dort aber in der Gruppenphase Flash de La Courneuve und den Badalona Dracs. In der europäischen EFAF-Rangliste schafften es die Broncos 2004 bis auf den zwölften Platz.
Im Jahr 2007 sorgten die Broncos erneut für Aufsehen, als sie als erster europäischer Verein innerhalb von drei Tagen gegen zwei US-Hochschulmannschaften antraten (gegen die University of Wisconsin-Platteville und die John Carroll University). In diesem Jahr stiegen die Broncos dank eines 7:6-Finalsiegs gegen Genf wieder in die höchste Schweizer Spielklasse auf.
Für die Saison 2008 verpflichteten die Bündner mit James Craig vom Peru State College einen neuen Headcoach, als neuer Quarterback wurde Aaron James verpflichtet, der 2007 in Frankreichs höchster Liga mit den Thonon Black Panthers das Endspiel erreichte. Die Broncos qualifizierten sich als erstes Team seit 20 Jahren als Aufsteiger direkt für den Swiss Bowl, und liessen dabei Gegner wie Meister Bern Grizzlies sowie Vizemeister Winterthur Warriors und Basel Gladiators – die man beide sowohl im Hin- wie auch im Rückspiel schlug – hinter sich. Am Ende unterlagen sie aber dem Rekordmeister im Swiss Bowl klar mit 27:52.
Auf der Mitgliederversammlung Ende 2008 stimmten die Mitglieder dafür, das Team in Calanda Broncos umzubenennen.
Am 25. Juli 2009 schafften es die Broncos, nach 2003 ihren zweiten Swiss Bowl zu gewinnen. Sie setzten sich mit 35:23 gegen Titelverteidiger Zürich Renegades durch. Zuvor holten die Broncos erstmals in der Klubgeschichte den Qualifikationssieg, ebenso wie die U19-Junioren-Equipe. Im EFAF Cup schieden die Bündner nach Niederlagen in der Gruppenphase gegen Thonon und Parma aus.
Am 17. Juli 2010 gewannen die Broncos als erste Schweizer American-Football-Mannschaft den EFAF Cup. Im Finale besiegten sie die favorisierte schwedische Mannschaft Carlstad Crusaders mit 17:3. Anschliessend verteidigten die Bündner auch ihren Schweizer Meistertitel und beendeten das Jahr mit 16 Siegen ohne Niederlage mit einer europaweit einzigartigen weißen Weste.
2011 blieben die Broncos in der Schweizer Meisterschaft ungeschlagen und holten sich als erste noch existierende Schweizer Equipe den dritten Titel in Folge. Die einzige Niederlage setzte es für die Bündner im Eurobowl-Viertelfinal ab, als man auswärts beim Rekordsieger Vienna Vikings mit 12:15 unterlag. Dies war gleichzeitig die erste und einzige Niederlage der Broncos in den letzten 35 Spielen, was dem Schweizer Meister in der offiziellen Rangliste des europäischen Footballverbandes den fünften Platz einbrachte – eine Höchstmarke für einen Schweizer Verein.
Am 21. Juli 2012 gewannen die Calanda Broncos unter der Leitung von Cheftrainer Geoff Buffum mit einem 27:14-Erfolg über die Vienna Vikings in Vaduz den Eurobowl XXVI. Zudem wurden sie 2012 zudem wiederum Schweizer Meister. Nachdem Buffum nach Norwegen gewechselt war, trat Cam Olson das Traineramt an. Unter seiner Leitung gelang 2013 die Titelverteidigung in der Schweizer Meisterschaft. 2014 wurde die Mannschaft zunächst von Cheftrainer Adam Rita betreut, Mitte Mai 2014 kam es zur Trennung, in der Folge übten die Spieler Cedric Townsend und Stacey Thomas die Trainertätigkeit aus. Es wurde wieder das Endspiel um die Schweizer Meisterschaft erreicht, dieses jedoch verloren.
Zur Saison 2015 kehrte Buffum als Cheftrainer zurück. Er führte die Mannschaft 2015 zur Meisterschaft, 2016 wurde man Vizemeister, ehe man 2017, 2018 und 2019 wiederum den Titel gewann.
Im Jahr 2019 nahmen die Broncos an der Central European Football League teil, wo sie sich erst im Finale den Swarco Raiders Tirol knapp mit 42:46 geschlagen geben mussten.
Aufgrund der Coronapandemie wurde die Meisterschaft im Frühling 2020 abgesagt. Allerdings wurde vom SAFV im Sommer ein Herbstcup ins Leben gerufen. Sieben Teams in zwei Gruppen aufgeteilt traten an. Der Headcoach Geoff Buffum gab sogar sein Comeback als Quarterback. Die Broncos gewannen im Herbstcup alle Spiele und konnten sich so Fallbowl Champion 2020 nennen. 2021 wurde dann die Meisterschaft wieder ausgetragen und die Broncos konnten einen weiteren Titel einfahren. Die Broncos spielen seit Ende März 2022 im neuen Stadion an der Oberen Au in Chur.

## Bekannte Spieler
Zum Kader der Calanda Broncos gehört Alex Fiva, der vor allem als Skicrosser bekannt ist. Weitere bekannte ehemalige Spieler der Mannschaft sind beziehungsweise waren Lukas Lütscher, Pascal Maier, DJ Wolfe, André Mathes, Conner Manning und Clark Evans. Ein Ehrenmitglied ist Daniel Zinsli, der jetzt Vize-Präsident der Calanda Broncos ist.